# Tyskros

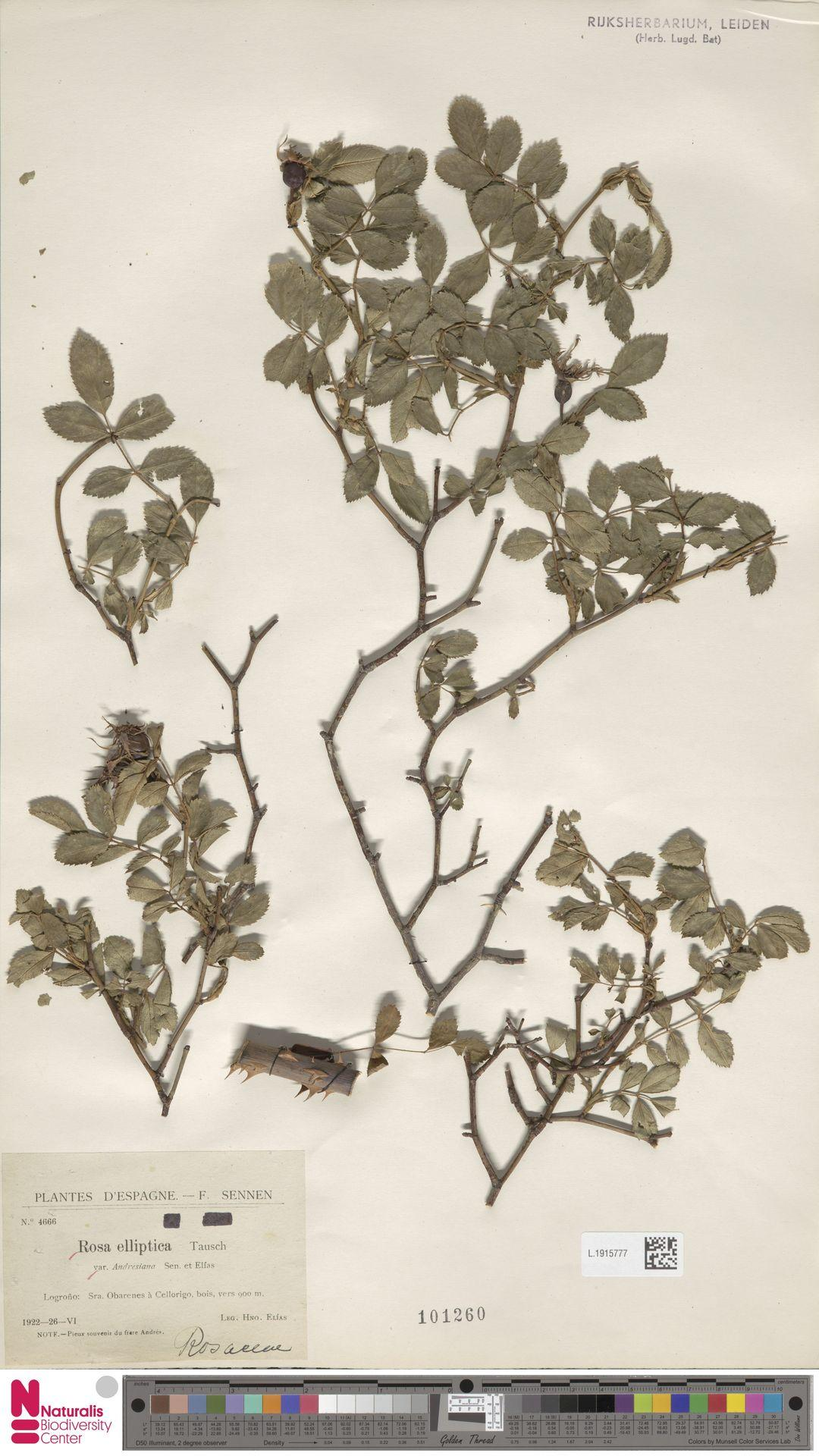
Rosa elliptica Tausch ex Tratt. var. andresiana, Naturalis

Tyskros (Rosa elliptica) är en art i släktet rosor i familjen rosväxter och förekommer i västra och centrala Europa. Underarten västkustros (subsp. inodora) växer vild i Sverige. I viss litteratur räknas västkustrosen till arten åkerros (R. agrestis).

## Underarter
- subsp. elliptica - har glandelhår på nyponskaften.
- Västkustros (subsp. inodora) - saknar glandelhår på nyponskaften.

## Synonymer
subsp. elliptica
Rosa agrestris subsp. adscondita (Christ) Arcangeli, 1882
Rosa argus M.Gandoger, 1875
Rosa arvernica Charbonnel, 1920
Rosa bernardii Moutin, 1866
Rosa billetii Crépin, 1869
Rosa boullui M.Gandoger, 1874
Rosa bouvieri Crépin, 1882
Rosa cheriensis Desegl., 1864
Rosa elliptica Tausch ex Tratt., 1819
Rosa elliptica f. jordanii (Déséglise) Fiori, 1907
Rosa elliptica var. jordanii (Déséglise) Schinz & R. Keller, 1900
Rosa elliptica f. rothomagensis (Rouy) R.Keller, 1931
Rosa elliptica var. rothomagensis (Rouy) C.Vicioso, 1948
Rosa graveolens Grenier & Godron, 1849 nom. illeg.
Rosa graveolens var. elliptica (Tausch) H. Braun, 1892
Rosa graveolens f. jordanii (Déséglise) H. Christ, 1876
Rosa graveolens subsp. jordanii (Déséglise) Gremli, 1885
Rosa jordanii Déséglise, 1861
Rosa ladanifera Timbal-Lagrave, 1871
Rosa laevipes Rouy, 1875
Rosa lugdunensis Déséglise, 1861
Rosa lugdunensis var. platyphylloides Boullu, 1889
Rosa nemorosa Libert ex Lejeune
Rosa pseudograveolens Moutin ex Boullu, 1889
Rosa rothomagensis Rouy, 1876
Rosa rubiginosa subsp. elliptica (Tausch) Malagarriga nom. illeg.
Rosa rubiginosa var. elliptica (Tausch) Malagarriga nom. illeg.
Rosa scopulorum Rouy, 1882
Rosa sepium var. elliptica (Tausch) Nyman
Rosa sepium f. graveolens (Grenier & Godron) Battandier, 1889
Rosa sepium var. graveolens (Grenier & Godron) Nyman, 1878
Rosa sparsiflora Crépin
Rosa szaboi Borbás, 1880
Rosa vaillantiana Boreau ex Déséglise, 1876 nom. illeg.
Rosa viscaria subsp. elliptica (Tausch) Rouy comb. illeg. 1900
Rosa viscaria var. jordanii (Déséglise) Rouy & E.G. Camus, 1900
Rosa viscaria proles laevipes (Rouy) Rouy, 1900
Rosa viscaria var. nemorosa (Libert ex Lejeune) Rouy & E.G. Camus, 1900
Rosa viscaria var. pseudoelliptica Rouy & E.G. Camus, 1900
Rosa viscaria var. rothomagensis (Rouy) Rouy, 1900
subsp. inodora (Fr.) Schwertschl.
R. inodora Fr.
Rosa klukii subsp. inodora (Fr.) Almq.